# Deutscher Jugendliteraturpreis
Deutscher Jugendliteraturpreis (tyska för: "Tyska ungdomslitteraturpriset") instiftades 1956 av det som i dag är Ungdoms- Familje- och hälsodepartementet, Bundesministerium für Jugend, Familie, und Gesundheit, i Tyskland (då Västtyskland). Sedan 1967 är priset uppdelat i fyra kategorier; barnbok, ungdomsbok, bilderbok och faktabok. Priset utdelas såväl till författare som illustratörer.

## Pristagare (ej komplett)
- 1956 – Barnbok: Louise Fato för Der glückliche Löwe Ungdomsbok: Kurt Lütgen för Kein Winter für Wölfe Specialpris för bästa sagobok till Alberta Rommel för Der goldene Schleier och Helga Strätling-Tölle för ... ganz einfack Doko Astrid Lindgren: Mio, min Mio
- 1957 - Barnbok: Meindert DeJong för Das Rad auf der Schule Ungdomsbok: Nicholas Kalashnikoff för Fass zu, Toyon!
- 1958 - Barnbok: Heinrich Maria Denneborg för Jan und das Wildpferd Ungdomsbok: Herbert Kaufmann för Roter Mond und Heisse Zeit Specialpris för bästa bilderbok: Marlene Reidel för Kasimirs Weltreise
- 1959 – Barnbok: Hans Peterson för Magnus och ekorrungen (Matthias und das Eichhörnchen) Specialpris för bästa faktabok för barn under 14 år: An Rutgers van der Loeff-Basenau för Pioniere und ihre Enkel samt Leo Schneider och Maurice U Ames för So fliegt du heute und morgen (översatt från engelska)
- 1965 – Runer Jonsson: Vicke Viking (barnbok)
- 1980 – Grethe Fagerström/Gunilla Hansson: Per, Ida och Minimum (faktabok)
- 1984 – Christina Björk/Lena Anderson: Linneas årsbok (faktabok)
- 1987 – Inger Edelfeldt: Breven till nattens drottning (ungdomsbok, i Sverige utg. som vuxenbok)
- 1988 – Christina Björk/Lena Anderson: Linnea i målarens trädgård (faktabok)
- 1990 – Peter Pohl: Janne, min vän (ungdomsbok)
- 1992 – Anna-Clara & Thomas Tidholm: Resan till Ugri-la-Brek (bilderbok) och Pelle Eckerman / Sven Nordqvist: Magiska linser och hemliga skåp (faktabok)
- 1993 – Henning Mankell: Hunden som sprang mot en stjärna (barnbok)
- 1994 – Ulf Stark/Anna Höglund: Kan du vissla Johanna? (barnbok)
- 1995 – Peter Pohl/Kinna Gieth: Jag saknar dig, jag saknar dig!(ungdomsbok)
- 1996 – Mats Wahl: Vinterviken (ungdomsbok) och Anna Höglund: Resor jag aldrig gjort av Syborg Stenstump (bilderbok)
- 1997 – Per Nilsson: Hjärtans fröjd (ungdomsbok)
- 1999 – Annika Thor: En ö i havet (barnbok)
- 2012 – Pija Lindenbaum: Siv sover vilse (bilderbok)
- 2017 – Jakob Wegelius: Mördarens Apa (Barnbok)